# Android Honeycomb
Android Honeycomb是由Google开发的Android操作系统的一个主要版本，是主要为具有大屏幕的设备（例如平板电脑）设计的，其版本號是3.0-3.2.6。2011年2月，Android Honeycomb随Motorola Xoom一同发布。Honeycomb引入了一个被称为“holographic”的用户界面主题和一个基于Android主要功能（例如多任务，通知和小部件）的交互模型。